# Den gamle mand og søen
Den gamle mand og søen er en dansk oplysningsfilm fra 2005, der er instrueret af Sven Daniel Vinge Madsen og Jonas Broge Richelsen.

## Handling
Midt inde i Afrika på bredden af en langstrakt sø ligger et næsten glemt land, Malawi. Det hører til et af de fattigste lande på kontinentet, men alligevel møder man livsmod og optimisme på søbredden i denne film, der besøger et rederi med fiskeflåde.